# Allegro (hudba)
Allegro (z italštiny: „rychle, živě, vesele, šťastně“) je hudební výraz, který se od počátku 17. století používá pro živý pohyb. Zpočátku však šlo spíše o označení charakteru pohybu než o jeho konkrétní tempo. Ke změně na označení čistého tempa, které znamená rychle (ale méně rychle než presto) došlo teprve v 18. století. Jako takový byl následně použit ve skladbách, které oproti původnímu významu slova působily pleonasticky (Allegro giocoso, „vesele legračně“) nebo absurdně (Allegro irato, „vesele naštvaně“). Zatímco Leopold Mozart se ještě v roce 1756 držel původního významu slova, instrukce Allegro assai v Beethovenově klavírní sonátě č. 23 Appassionata je již čistý údaj o tempu, jehož doslovný překlad jako „velmi vtipně“ by byl absurdní.

## Původ a užití
Podstatné jméno allegrezzo, odvozené od allegro, se stále používá v původním smyslu slova. To například ukazují velmi podrobné pokyny k provedení úvodní „Promenády“ Musorgského klavírního cyklu Obrázky z výstavy: Allegro giusto, nel modo russico, senza allegrezza, ma poco sostenuto. Ty obsahují obojí: Allegro jako označení tempa, senza allegrezza (bez veselosti) jako označení charakteru.
Termín allegro lze také příležitostně použít jako titul hudebních děl (např. Allegro de concert, op. 46 od Chopina, Allegro barbaro od Bély Bartóka).
Zdrobnělina allegretto (trochu allegro) označuje o něco pomalejší tempo, které leží mezi allegro moderato a andante con moto. Prostřednictvím tohoto pravidla je často vkládán charakter lehké a půvabné postavy, ale není to povinné: Allegretto - stejně jako allegro - může fungovat také jako znak neutrálního tempa.

## Allegro ve spojeních
Výraz allegro se též užívá ve spojeních:
- Allegro allo – vesele, živě, rychle
- Allegro agitato – rychle, nepokojně, bouřlivě
- Allegro appasionato – rychle, náruživě, vášnivě
- Allegro assai – rychle a živě, přiměřeně živě
- Allegro con brio (brioso) – vesele, ohnivě
- Allegro con fuoco – ohnivě
- Allegro con moto – vesele s pohnutím
- Allegro con bravura – rychle, hrdě
- Allegro di molto – velmi rychle a vesele
- Allegro furioso – rychle a bouřlivě
- Allegro giusto – přiměřeně rychle
- Allegro maestoso – s důstojnou živostí
- Allegro ma non troppo (tanto) – vesele, ne příliš rychle
- Allegro moderato – s mírnou živostí
- Allegro risoluto – mužně, vesele, odvážně
- Allegro vivace – velmi živě
- Allegro vivacissimo – svrchovaně rychle a živě